# Lotus alpinus
Lotus alpinus är en ärtväxtart som först beskrevs av Dc., och fick sitt nu gällande namn av Louis François Ramond de Carbonnière. Lotus alpinus ingår i släktet käringtänder, och familjen ärtväxter. Inga underarter finns listade i Catalogue of Life.

## Bildgalleri

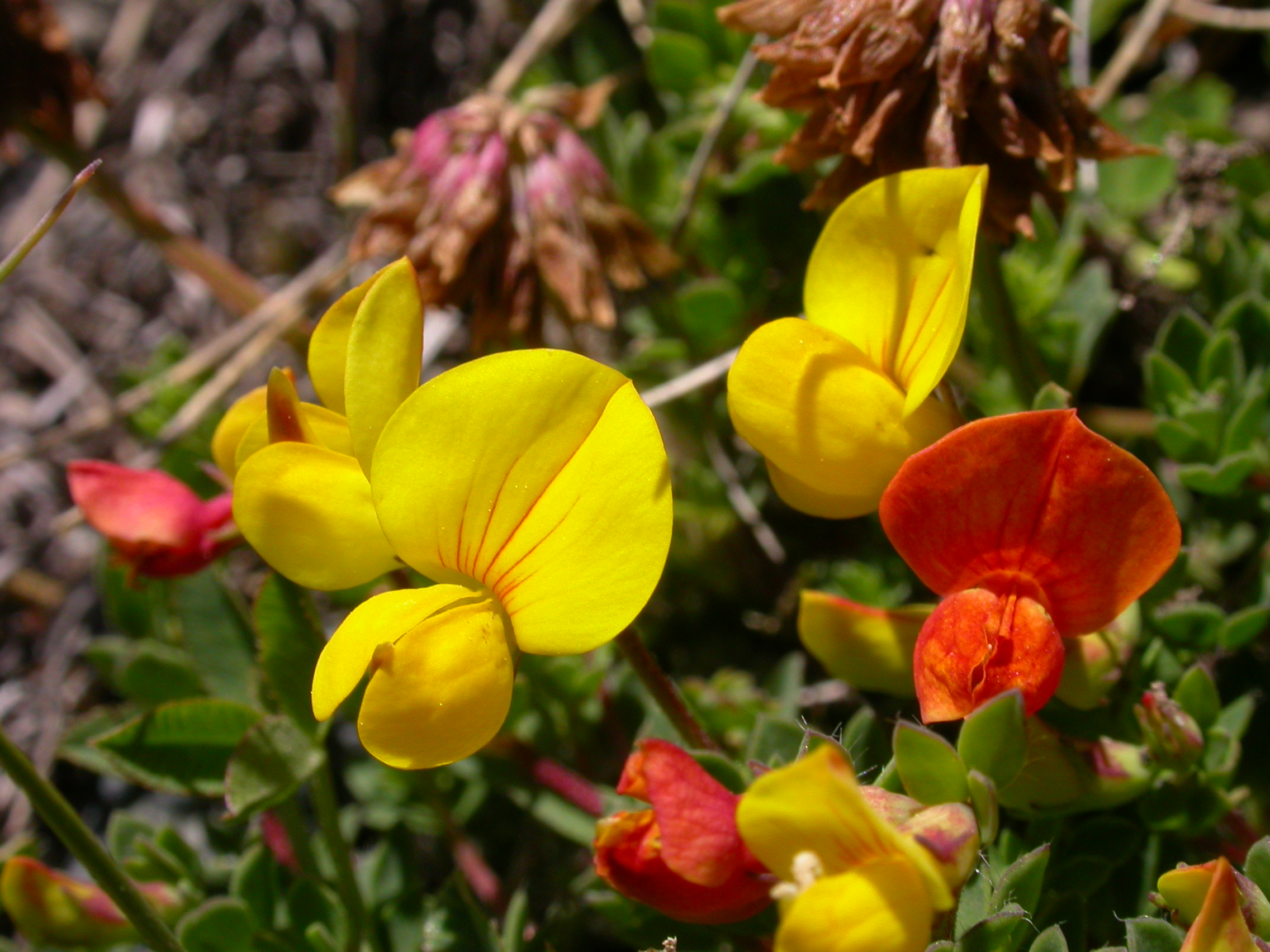
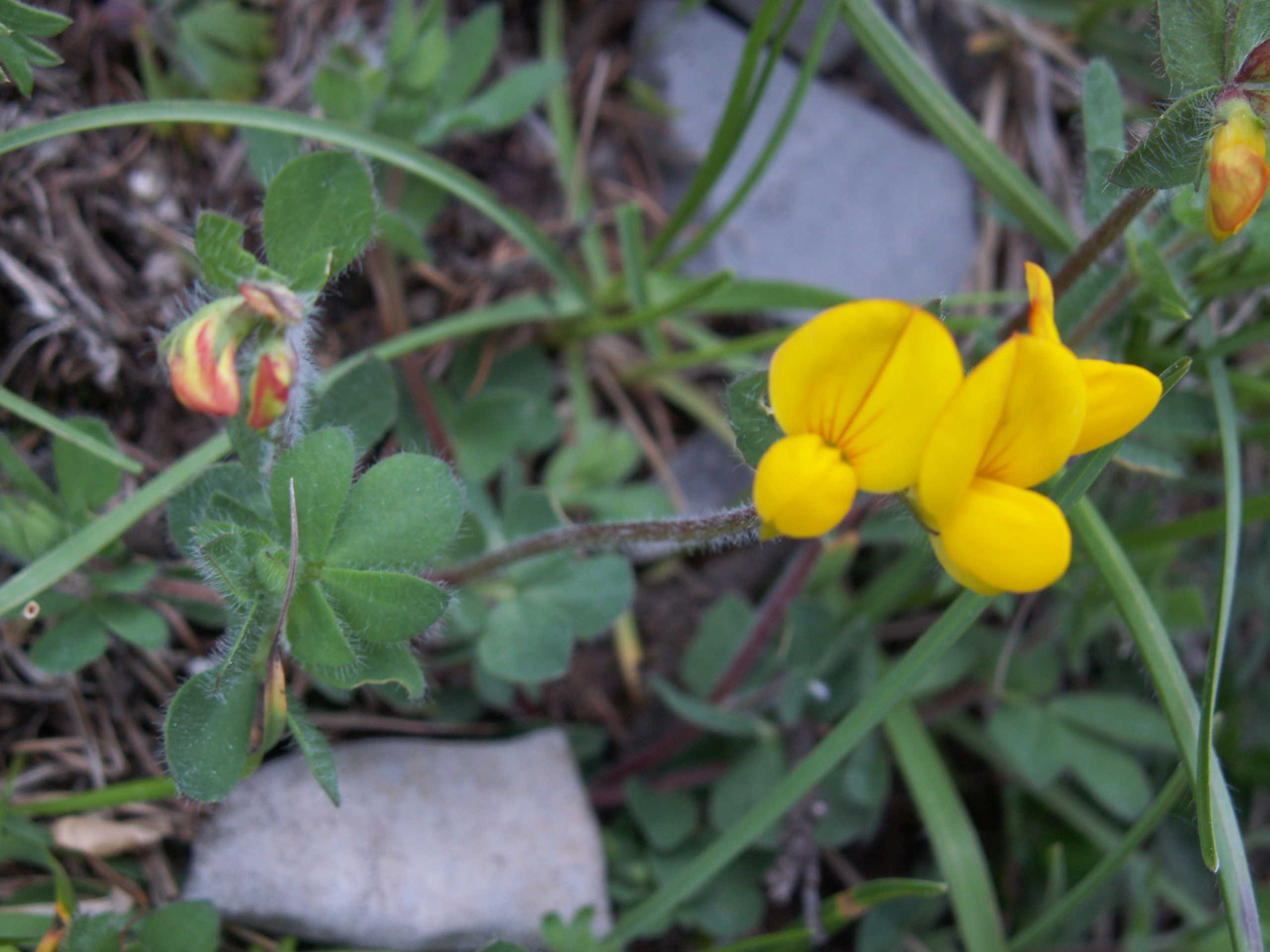
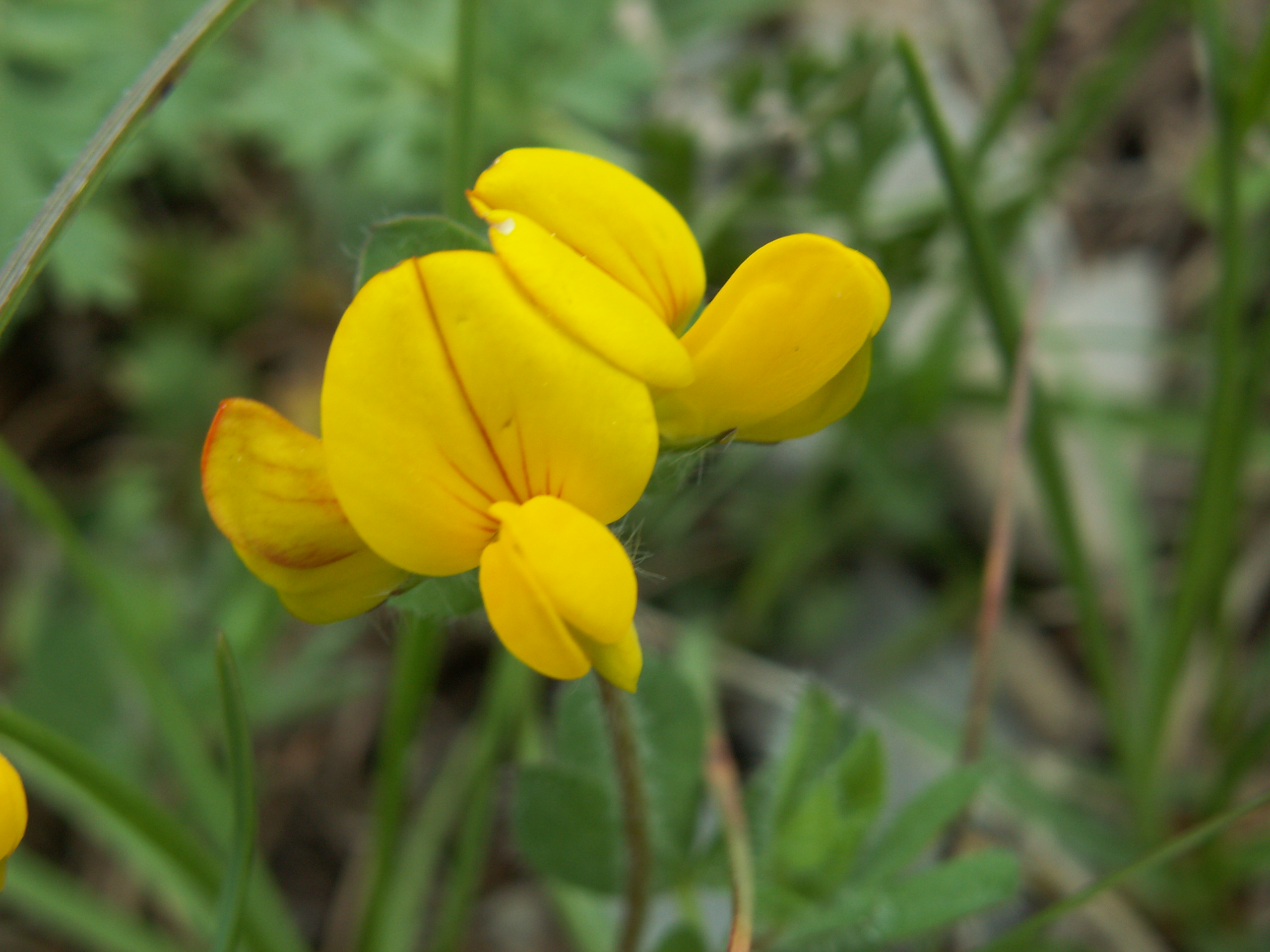
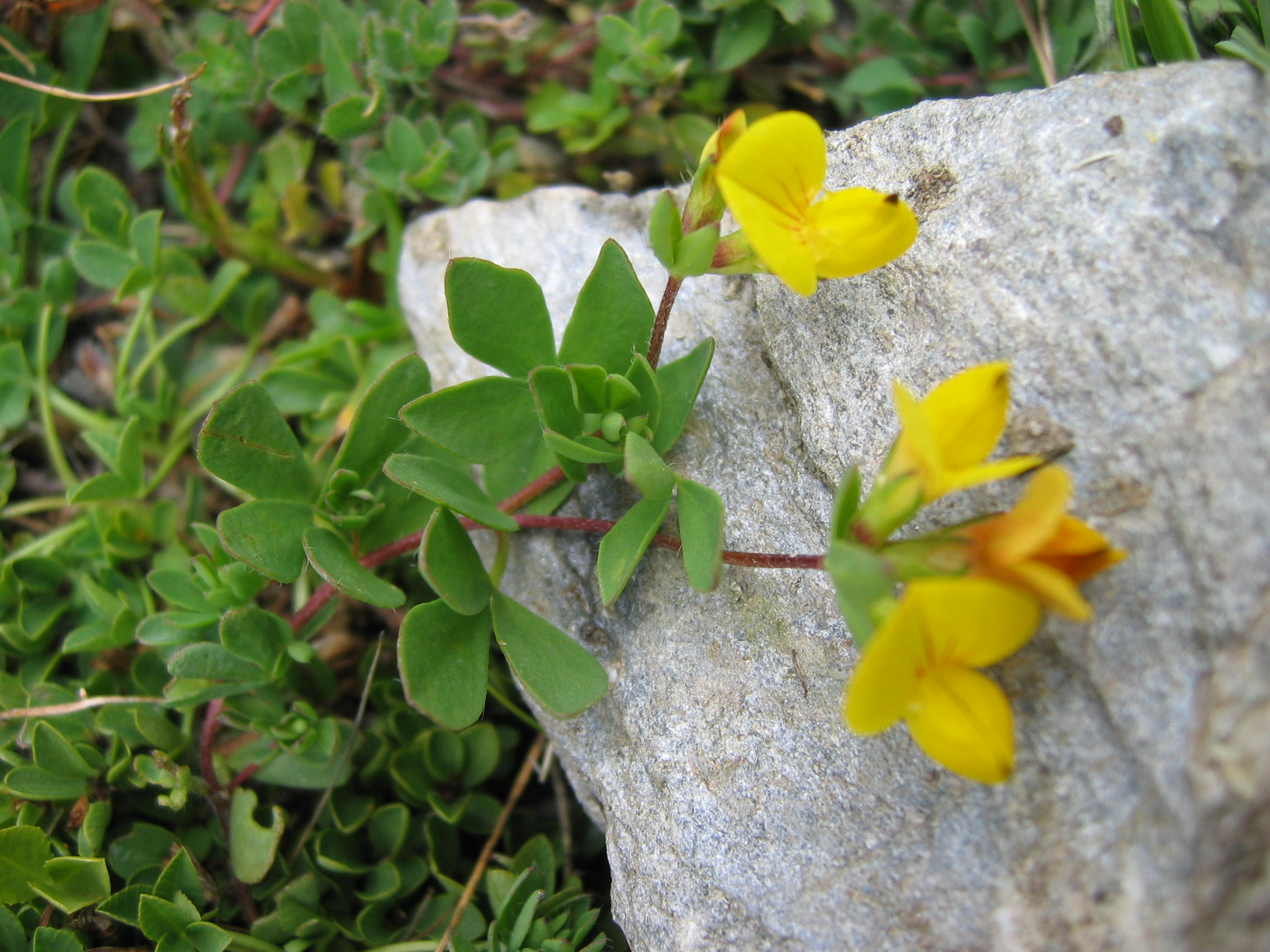
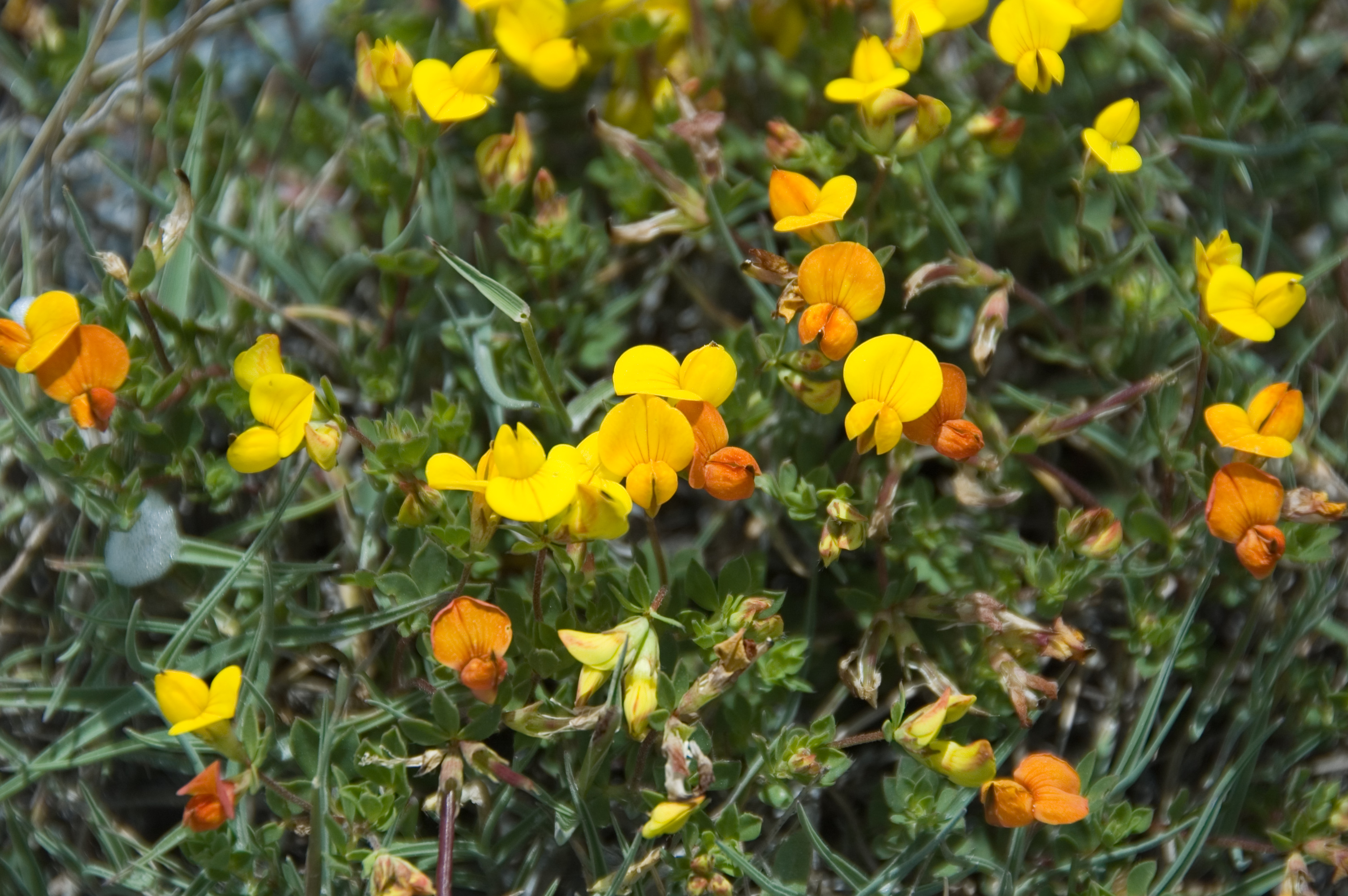
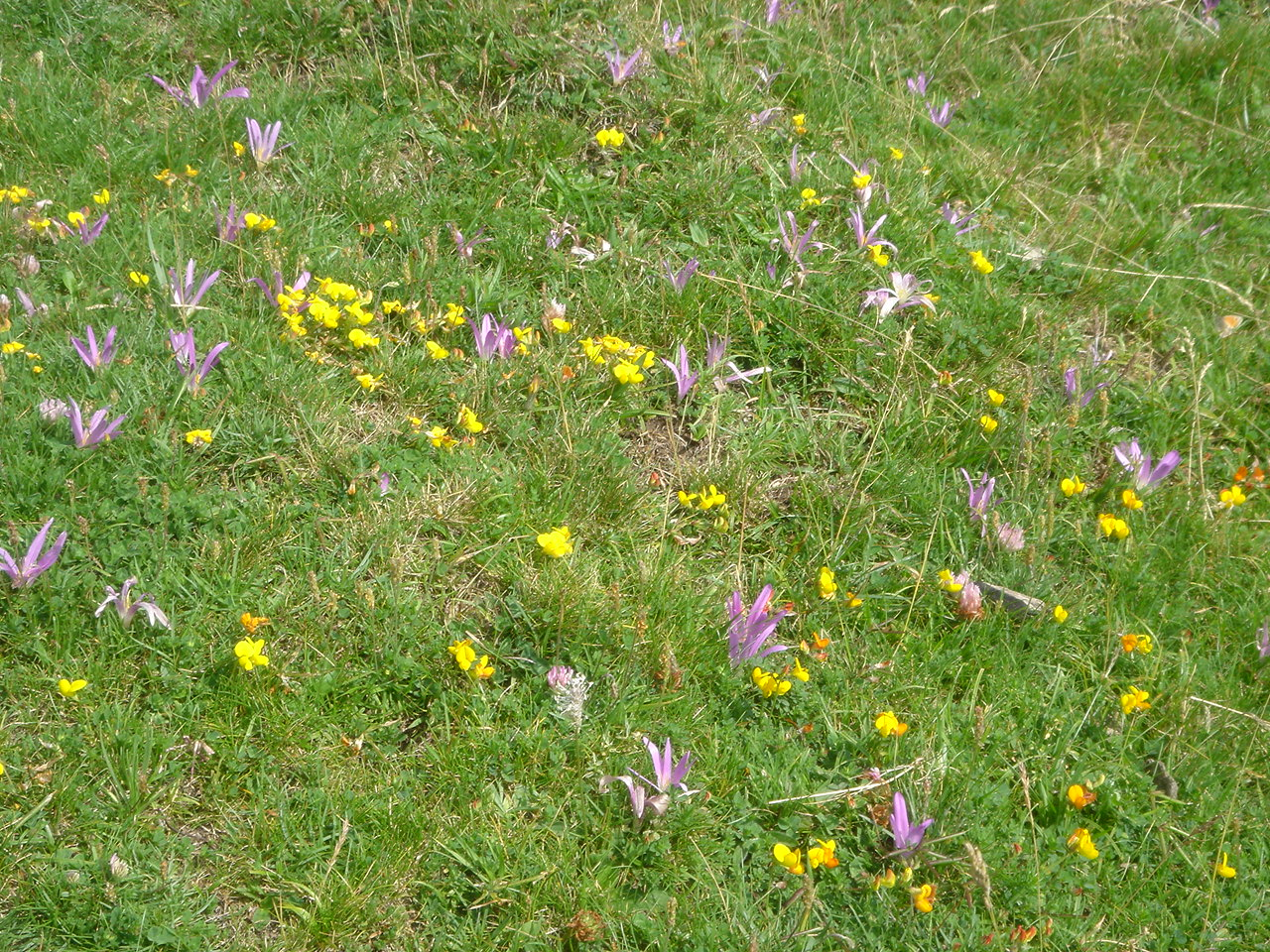